# みなさん、さようなら (2003年の映画)
『みなさん、さようなら』（仏: Les Invasions barbares、英: The Barbarian Invasions）は、2003年のカナダ・フランスのコメディ映画。監督はドゥニ・アルカン、出演はレミー・ジラールとステファン・ルソーなど。1986年の『アメリカ帝国の滅亡』の続編的意味合いで撮られた作品である。
第76回アカデミー賞において外国語映画賞を受賞した。他にもセザール賞作品賞・監督賞・脚本賞、カンヌ国際映画祭女優賞（マリ＝ジョゼ・クローズ）・脚本賞などを受賞。

## ストーリー
ロンドンで証券ディーラーとして働くセバスチャンは、父親レミが癌を患っているとの知らせを聞き、故郷のモントリオールに戻る。歴史学の教授であるレミは頑固で酒好き、更に女癖が悪く、セバスチャンはあんな人間にはなるまいと強く反発して生きてきたのだが、母ルイーズに頼まれ、父親の最期の日々を楽しいものにしようと手を尽くす。まず、アメリカの病院の最新設備で検査を受けさせると、末期ガンで手の付けようがない状態であることが改めて確認される。次に、社会主義者として公立病院に入院することにこだわるレミのために、病室の経営者や組合を買収し、階下の空いているフロアを豪華な病室に作り替えるだけでなく、レミの教え子たちに金を払って見舞いに来させるなど、資本主義の権化のごとく、金にモノを言わせる。更に、激しい痛みを緩和するためにヘロインが必要と分かると、地元の麻薬課の刑事に入手先を相談する。当然教えてはもらえなかったが、レミの元愛人ディアーヌの娘ナタリーが麻薬常習者で入手先を知っていると知ると、彼女をレミの世話係として雇う。
古くからの友人やかつての愛人たちに囲まれたレミは、ナタリーの世話とヘロインのおかげもあり、幸福感に包まれたまま最期の日々を穏やかに過ごす。友人ピエールの湖畔の別荘で過ごしたときが一番幸せだったというレミの言葉に、セバスチャンはピエールから別荘を借り、そこでレミに最期のときを迎えさせてやろうとする。友人たちと別荘で楽しく過ごしながらも状態が悪化して行くレミは、セバスチャンに「お前のような息子を作れ」と言い、2人は強く抱きしめ合う。そして、セバスチャンの妹で、仕事で太平洋上にいるシルヴェーヌからのビデオメールを受け取ったレミは、妻子や友人たちに囲まれて安らかな最期を迎える。
レミの葬儀を終えたセバスチャンは父が1人で暮らしていた家をナタリーに貸すと、婚約者のガエルとともにロンドンに帰る。

## キャスト
※括弧内は日本語吹替
- レミ: レミー・ジラール（フランス語版）（大島宇三郎） - 大学教授。社会主義者。1950年生まれ。
- セバスチャン: ステファン・ルソー（フランス語版）（平田広明） - レミの息子。成功したビジネスマン。
- ナタリー: マリ＝ジョゼ・クローズ（山本雅子） - レミの元愛人の娘。麻薬常用者。
- ガエル: マリナ・ハンズ（石塚理恵） - セバスチャンの婚約者。フランス人。
- ルイーズ: ドロテ・ベリーマン（フランス語版）（大西多摩恵） - レミの妻。15年も別居中だが離婚する気は全くない。
- シスター・コンスタンス: ジョアンヌ＝マリー・トランブレー（フランス語版） - レミの担当看護師。
- ピエール: ピエール・キュルジ（フランス語版） - レミの旧友。大学教授。
- クロード: イヴ・ジャック（フランス語版）（佐々木梅治） - レミの旧友。
- ディアーヌ: ルイーズ・ポルタル（フランス語版）（幸田直子） - レミの元愛人の1人。ナタリーの母親。
- ドミニク: ドミニク・ミシェル（フランス語版） - レミの元愛人の1人。
- シルヴェーヌ: イザベル・ブレ（フランス語版） - レミの娘。セバスチャンの妹。仕事で太平洋上にいる。
- ルヴァク刑事: ロイ・デュプイ（フランス語版）（桐本琢也） - 麻薬課の刑事。

その他の声の吹き替え
松谷彼哉／蓬萊照子／野沢由香里／手塚秀彰／もりかみえり／江間直子／吉田浩二／葛城七穂／西海真理／辻親八／浦山迅／矢野裕子／星野充昭／浅野典子／野田貴子／古川伴睦／風間秀郎／武藤正史

## 作品の評価
Rotten Tomatoesによれば、批評家の一致した見解は「ドゥニ・アルカン監督の感動的で心に響く作品。」であり、134件の評論のうち高評価は82%にあたる110件で、平均して10点満点中7.20点を得ている。
Metacriticによれば、34件の評論のうち、高評価は27件、賛否混在は5件、低評価は2件で、平均して100点満点中70点を得ている。